# Неофольклоризм
Неофольклори́зм (від грецьк. новий і фольклор) — течія в європейській музиці XX століття, у якій відновлення засобів музичного письма органічно пов'язане з опорою на фольклор. Неофольклоризм розвився в рамках загальної тенденції до відмови від романтичної суб'єктивності у першій третині XX століття і теоретично був пояснений у статтях і виступах М де Фальї та Б. Бартока.
Найяскравішими представниками неофольклоризму вважаються Б. Барток і І. Ф. Стравінський. Для музики неофольклоризму характерна концентрація тих або інших особливостей фольклору, наприклад нерегулярний метр («Байка» Стравінського), «згущення» ладоінтонаційних особливостей фольклору тих народів, музичне мислення яких відрізняється від класичної європейської традиції (наприклад «15 угорських танців», «2 румунських танці», арабський фольклор у 3-й частини фортепіанної сюїти ор. 14 Бартока). Ряду творів властиві активність, енергійність ритміки («Allegro barbaro» Бартока, 1911; «Весна священна» І. Стравінського, 1913), перетворення властивих фольклору принципів формоутворення. У музичних творах цього напрямку, крім відтворення зовнішньої барвистості народного життя («Провансальська сюїта» Мійо), одержують узагальнене втілення національний характер («7 іспанських пісень» Де Фальї), мова, мислення («Весіллячко» Стравінського, «Енуфа» Яначека) та етика («Угорський псалом» З. Кодая).
У радянській музиці неофольклоризм розвивався у 1960-1980-x роках. Яскраві зразки творчого переломлення фольклорних джерел створили Г. В. Свиридов, В. А. Гаврілін, в Україні — Є. Станкович (зокрема перша неофольклорна опера — «Коли цвіте папороть», «Сумної дрибми звуки» для скрипки і фортепіано), М. Скорик, І.Карабиць («Три пісні на народні тексти» для голосу і фортепіано (1969), вокальний цикл «Пісні Явдохи Зуїхи» для голосу, флейти та альта, п'єса «Музика» для скрипки соло).
В українському музикознавстві неофольклоризму присвячено дисертаційне дослідження О. Дерев'янечко. Дослідниця вважає, що неофольклоризм — це «тип музичного мислення, сутність якого полягає в діалогічному поєднанні професійно-академічних та природно-етнологічних принципів відбору й організації звукового матеріалу» і виділяє такі типи поводження композиторів XX століття з фольклором:
- відбір матеріалу для творчості обумовлений діалогом із такими шарами фольклору, які з різних культурно-історичних причин не були прийняті як елементи професійної творчості: пласт архаїчного фольклору, звуки міської атмосфери, фольклор різних культурно-етнічних спільностей;
- особливості тематичної структури та способи тематичного розвитку полягають у використнні поспівкового тематизму і фольклорного тематизму фігураційного типу
- способи тематичного розвитку, що включають поступове «вирощування» теми з її початкової інтонації, розмивання контурів фольклорної теми або перенесення її до контрапунктуючих шарів, розвиток на основі повторності та варіантності, розвиток на основі повторності та варіантності, прийоми ланцюгового розгортання.